# Adiwerna (onderdistrict)
Adiwerna is een onderdistrict (kecamatan) in het regentschap Tegal in de Indonesische provincie Midden-Java op Java, Indonesië.

## Verdere onderverdeling
Het onderdistrict Adiwerna is anno 2010 verdeeld in 21 kelurahan, plaatsen en dorpen:
| Plaats code | Naam kelurahan, plaatsen en dorpen | Inwoners in 2010 |
| ----------- | ---------------------------------- | ---------------- |
| 001         | Pedeslohor                         | 3.983            |
| 002         | Lumingser                          | 3.497            |
| 003         | Kedungsukun                        | 2.169            |
| 004         | Pagiyanten                         | 4.654            |
| 005         | Penarukan                          | 5.204            |
| 006         | Harjosari Lor                      | 7.801            |
| 007         | Harjosari Kidul                    | 8.566            |
| 008         | Tembok Lor                         | 3.300            |
| 009         | Tembok Kidul                       | 4.573            |
| 010         | Tembok Banjaran                    | 4.643            |
| 011         | Tembok Luwung                      | 9.706            |
| 012         | Adiwerna                           | 12.128           |
| 013         | Kalimati                           | 5.577            |
| 014         | Lemahduwur                         | 3.430            |
| 015         | Pesarean                           | 11.957           |
| 016         | Ujungrusi                          | 8.709            |
| 017         | Pagedangan                         | 5.355            |
| 018         | Kaliwadas                          | 3.847            |
| 019         | Pecangakan                         | 1.912            |
| 020         | Gumalar                            | 3.919            |
| 021         | Bersole                            | 3.223            |